# Guy J. Swope
Guy Jacob Swope (* 26. Dezember 1892 in Meckville, Berks County, Pennsylvania; † 25. Juli 1969 in New York City) war ein US-amerikanischer Politiker. Zwischen 1937 und 1939 vertrat er den Bundesstaat Pennsylvania im US-Repräsentantenhaus. Im Jahr 1941 war er Gouverneur von Puerto Rico.

## Werdegang
Guy Swope besuchte die öffentlichen Schulen seiner Heimat, das Keystone State Teachers College in Kutztown und die Columbia University School of International Affairs. Zwischen 1909 und 1913 war er im Lebanon County als Lehrer tätig; von 1913 bis 1918 arbeitete er als Internal Revenue Agent für die Bundessteuerbehörde (IRS). Danach war er zwischen 1919 und 1934 als Wirtschaftsprüfer tätig. Von 1935 bis 1937 war er als Budget Secretary für die Finanzen des Staates Pennsylvania zuständig. Politisch war er Mitglied der Demokratischen Partei.
Bei den Kongresswahlen des Jahres 1936 wurde Swope im 19. Wahlbezirk von Pennsylvania in das US-Repräsentantenhaus in Washington, D.C. gewählt, wo er am 3. Januar 1937 die Nachfolge von Isaac Hoffer Doutrich antrat. Da er im Jahr 1938 nicht bestätigt wurde, konnte er bis zum 3. Januar 1939 nur eine Legislaturperiode im Kongress absolvieren. Während dieser Zeit wurden dort weitere New-Deal-Gesetze der Bundesregierung unter Präsident Franklin D. Roosevelt verabschiedet.
Nach dem Ende seiner Zeit im US-Repräsentantenhaus arbeitete Swope zunächst wieder als Buchhalter. Zwischen Januar 1940 und Februar 1941 war er Revisor der Territorialregierung von Puerto Rico. Von Februar bis August 1941 amtierte er dort als kommissarischer Gouverneur. In den Jahren 1941 und 1942 war er beim US-Innenministerium beschäftigt. Danach fungierte er bis 1943 als Bezirksdirektor des Office of Price Administration in Harrisburg. Während des Zweiten Weltkrieges war er von 1943 bis 1946 Offizier der Reserve der United States Navy. In den Jahren 1947 und 1948 war er als Zivilist Mitglied der provisorischen amerikanischen Verwaltung in Tokio. Danach arbeitete er bis 1949 im Finanzministerium des Staates Pennsylvania. Von 1949 bis 1954 war er Mitglied im Stab des amerikanischen Hochkommissars in Deutschland.
Im Jahr 1956 strebte Guy Swope erfolglos seine Rückkehr in den Kongress an. Ansonsten arbeitete er als vereidigter Wirtschaftsprüfer. Von 1956 bis 1961 war er Direktor und Comptroller der Firma Lake Asphalt & Petroleum Co. Danach arbeitete er noch bis 1965 im Finanzministerium seines Heimatstaates. Er starb am 25. Juli 1969 in New York.